# Вудли, Тайрон
Тайрон Вудли (англ. Tyron Woodley, род. 17 апреля 1982 года, Фергусон, штат Миссури, США) — профессиональный американский боец смешанных боевых искусств (ММА), бывший борец вольного стиля. До 2012 года имел контракт со Strikeforce, с 2013 по 2021 год выступал под эгидой Ultimate Fighting Championship. Бывший чемпион UFC в полусреднем весе. Представляет команду American Top Team, но перед боем с Лоулером перешёл в Rufus, где тренируется до сих пор.

## Ранние годы
Родился и провёл детство в Фергусоне (штат Миссури), пригороде Сент-Луиса. Тайрон был одиннадцатым из тринадцати детей в семье Сильвестра и Деборы Вудли. Воспитывался матерью, так как отец покинул семью, когда Тайрону было 10 лет. Учился в школе МакКлюэра (McCluer High School), которую окончил в 2000 году. В школе начал заниматься спортом, входил в сборную школы по американскому футболу. Также занимался борьбой, становился чемпионом штата Миссури в 2000 году. В 2000 году принимал участие в чемпионате США по вольной борьбе, заняв третье место среди юниоров.
После окончания школы Тайрон получил приглашения от университетов Небраски, Северной Айовы и Миссури, поступив в итоге в последний. Окончил университет в 2005 году с дипломом по сельскому хозяйству. В университете продолжил заниматься борьбой, был капитаном университетской сборной с 2003 по 2005 года, в 2003 году был победителем Конференции Big 12, в 2003 и 2005 году был Всеамериканским спортсменом (All-American athlete) по борьбе, дивизион I.
Женат, имеет двоих сыновей.

## Карьера в MMA
Карьеру в смешанных единоборствах Тайрон начал с участия в клубном турнире среди членов местного спортивного клуба, который посещал сам. Первый бой Тайрон выиграл нокаутом в первом раунде за 20 секунд. Всего под любительской лицензией Тайрон провёл 7 поединков, все завершив досрочной победой. Любителем проходил просмотр на девятый сезон реалити-шоу The Ultimate Fighter, но выбыл в финальной стадии набора участников.
Первый профессиональный бой Тайрон провёл 7 февраля 2009 года в Колумбии, штат Миссури против Стива Шнайдера, одержав победу техническим нокаутом через минуту после начала боя. Второй бой Тайрона состоялся 30 апреля 2009 года против Джеффа Карстенза. Тайрон одержал победу через 48 секунд удушающим приёмом.

### Strikeforce
6 июня 2009 года состоялся дебютный бой Тайрона на турнире Strikeforce против Сальвадора Вудса. Тайрон одержал досрочную победу в конце первого раунда. Во втором профессиональном бою против Зака Лайта 25 сентября 2009 года Тайрон также одержал досрочную победу во втором раунде. По итогам 2009 года Тайрон получил награду от ULTMMA в номинации «Перспектива года» (Prospect of the year). До июля 2012 года Тайрон провёл 8 поединков на профессиональном ринге в Strikeforce, не потерпев ни одного поражения. 4 из 8 боёв закончились досрочно. По итогам 2010 года Тайрон был назван «Восходящей звездой года» (Rising Star of the Year) по версии Strikeforce. После победы над Тареком Саффедином 7 января 2011 года, Тайрон заключил новый контракт на 4 боя со Strikeforce на улучшенных условиях.
14 июля 2012 года в Портленде, штат Орегон, состоялся чемпионский поединок за титул лучшего бойца полусреднего веса по версии Strikeforce между Тайроном Вудли и Нэйтом Маркуардтом. Нэйт одержал победу нокаутом в четвёртом раунде. Это было первое поражение Тайрона в профессиональной карьере в MMA.

### Ultimate Fighting Championship
Первый бой в рамках UFC Тайрон провёл 2 февраля 2013 года с Джеем Хироном, заменив травмированного Эрика Силву. На 36 секунде боя Тайрон одержал победу нокаутом. В следующем бою 15 июня 2013 года против Джейка Шилдса Тайрон уступил разделённым решением судей. 16 ноября 2013 года Тайрон одержал победу над Джошем Кощеком нокаутом в первом раунде. За этот бой Тайрон получил награду «Лучший нокаут вечера» (Knockout of the Night).
15 марта 2014 года Тайрон одержал победу над недавним претендентом на титул Карлосом Кондитом техническим нокаутом во втором раунде. После этого боя, Тайрон поднялся на 4 строку в рейтинге бойцов полусреднего веса по версии UFC, и заключил новый контракт на 8 поединков с UFC. Тогда же был анонсирован его следующий бой с канадцем Рори Макдональдом, занимавшим вторую строчку рейтинга. Бой состоялся 14 июня 2014 года. Макдональд одержал победу в бою единогласным решением судей. Это стало третьим поражением Тайрона в профессиональной карьере.
23 августа 2014 года в рамках шоу UFC Fight Night 48 в Макау Тайрон вышел на замену Эктору Ломбарду в бою против корейца Ким Дон Хёна, одержав победу техническим нокаутом за одну минуту. За бой Тайрон был награждён премией «Выступление вечера» (Performance of the Night).
31 января 2015 года на шоу UFC 183 состоялся бой встретился с Келвином Гастелумом, не имевшим на тот момент поражений на профессиональном уровне. На предварительном взвешивании Келвин на 10 фунтов превысил предел категории, за что ему был назначен штраф в размере 30 % от гонорара в пользу соперника. По итогам поединка судьи определили победителем Тайрона разделённым решением. После боя Тайрон отказался от штрафа соперника. После этого боя Тайрон числился четвёртым в списке претендентов на чемпионство по версии UFC.
30 июля 2016 года на шоу UFC 201 одержал победу нокаутом над Робби Лоулером и завоевал титул чемпиона UFC в полусредней весовой категории.
В апреле 2021 года стало известно что Тайрон Вудли уволен из UFC.

## Титулы и достижения

### Смешанные единоборства
- Ultimate Fighting Championship
  - Чемпион UFC в полусредней весовой категории (один раз)
  - Четыре успешные защиты титула
  - Обладатель премии «Лучший бой вечера» (один раз) против Стивена Томпсона[18]
  - Обладатель премии «Лучший нокаут вечера» (один раз) против Джоша Косчека
  - Обладатель премии «Выступление вечера» (три раза) против Дон Хён Кима, Робби Лоулера и Даррена Тилла
- Strikeforce
  - 2010 «Восходящая звезда года»
- ULTMMA
  - 2009 «Проспект года»

## Статистика
| Боёв 27  | Побед 19 | Поражений 7 |
| -------- | -------- | ----------- |
| Нокаутом | 6        | 2           |
| Сдачей   | 6        | 1           |
| Решением | 7        | 4           |
| Ничьи    | 1        | 1           |

| Результат | Рекорд | Соперник        | Способ                                     | Турнир                                          | Дата             | Раунд | Время | Место                  | Примечание                                                                  |
| --------- | ------ | --------------- | ------------------------------------------ | ----------------------------------------------- | ---------------- | ----- | ----- | ---------------------- | --------------------------------------------------------------------------- |
| Поражение | 19-7-1 | Висенте Луке    | Удушающий приём (удушение Д’Арсе)          | UFC 260                                         | 27 марта 2021    | 1     | 3:56  | Лас-Вегас, Невада, США | «Лучший бой вечера» (2)                                                     |
| Поражение | 19-6-1 | Колби Ковингтон | Технический нокаут (перелом ребра)         | UFC Fight Night: Ковингтон vs. Вудли            | 19 сентября 2020 | 5     | 1:19  | Лас-Вегас, США         |                                                                             |
| Поражение | 19-5-1 | Гилберт Бёрнс   | Единогласное решение                       | UFC on ESPN: Woodley vs. Burns                  | 30 мая 2020      | 5     | 5:00  | Лас-Вегас, США         |                                                                             |
| Поражение | 19-4-1 | Камару Усман    | Единогласное решение                       | UFC 235                                         | 2 марта 2019     | 5     | 5:00  | Лас-Вегас, США         | Лишился титула чемпиона UFC в полусреднем весе                              |
| Победа    | 19-3-1 | Даррен Тилл     | Сдача (удушение д’Арсе)                    | UFC 228                                         | 8 сентября 2018  | 2     | 4:19  | Даллас, США            | Защитил (3) титул чемпиона UFC в полусреднем весе; «Выступление вечера» (3) |
| Победа    | 18-3-1 | Демиан Майя     | Единогласное решение                       | UFC 214                                         | 29 июля 2017     | 5     | 5:00  | Анахайм, США           | Защитил (2) титул чемпиона UFC в полусреднем весе.                          |
| Победа    | 17-3-1 | Стивен Томпсон  | Раздельное решение                         | UFC 209                                         | 4 марта 2017     | 5     | 5:00  | Лас-Вегас, США         | Защитил (1) титул чемпиона UFC в полусреднем весе.                          |
| Ничья     | 16-3-1 | Стивен Томпсон  | Ничья (большинство)                        | UFC 205                                         | 12 ноября 2016   | 5     | 5:00  | Нью-Йорк, США          | Сохранил титул чемпиона UFC в полусреднем весе; «Лучший бой вечера» (1)     |
| Победа    | 16-3   | Робби Лоулер    | Нокаут (удары)                             | UFC 201                                         | 30 июля 2016     | 1     | 2:12  | Атланта, США           | Завоевал титул чемпиона UFC в полусреднем весе; «Выступление вечера» (2)    |
| Победа    | 15-3   | Келвин Гастелум | Раздельное решение                         | UFC 183                                         | 31 января 2015   | 3     | 5:00  | Лас-Вегас, США         | Бой в промежуточном весе (81,65 кг); Гастелум не уложился в вес.            |
| Победа    | 14-3   | Ким Дон Хён     | Технический нокаут (удары)                 | UFC Fight Night: Bisping vs. Le                 | 23 августа 2014  | 1     | 1:01  | Макао, КНР             | «Выступление вечера» (1)                                                    |
| Поражение | 13-3   | Рори Макдональд | Единогласное решение                       | UFC 174                                         | 14 июня 2014     | 3     | 5:00  | Ванкувер, Канада       |                                                                             |
| Победа    | 13-2   | Карлос Кондит   | Технический нокаут (травма колена)         | UFC 171                                         | 15 марта 2014    | 2     | 2:00  | Даллас, США            |                                                                             |
| Победа    | 12-2   | Джош Косчек     | Нокаут (удары)                             | UFC 167                                         | 16 ноября 2013   | 1     | 4:38  | Лас-Вегас, США         | «Лучший нокаут вечера» (1)                                                  |
| Поражение | 11-2   | Джейк Шилдс     | Раздельное решение                         | UFC 161                                         | 15 июня 2013     | 3     | 5:00  | Виннипег, Канада       |                                                                             |
| Победа    | 11-1   | Джей Хирон      | Нокаут (удары)                             | UFC 156                                         | 2 февраля 2013   | 1     | 0:36  | Лас-Вегас, США         |                                                                             |
| Поражение | 10-1   | Нейт Марквардт  | Нокаут (удары локтями и руками)            | Strikeforce: Rockhold vs. Kennedy               | 14 июля 2012     | 4     | 1:39  | Портленд, США          | Бой за вакантный титул чемпиона Strikeforce в полусреднем весе.             |
| Победа    | 10-0   | Джордан Мейн    | Раздельное решение                         | Strikeforce: Rockhold vs. Jardine               | 7 января 2012    | 3     | 5:00  | Лас-Вегас, США         |                                                                             |
| Победа    | 9-0    | Пол Дейли       | Единогласное решение                       | Strikeforce: Fedor vs. Henderson                | 30 июля 2011     | 3     | 5:00  | Хоффман-Истейтс, США   |                                                                             |
| Победа    | 8-0    | Тарек Саффедин  | Единогласное решение                       | Strikeforce Challengers: Woodley vs. Saffiedine | 7 января 2011    | 3     | 5:00  | Нашвилл, США           |                                                                             |
| Победа    | 7-0    | Андре Галван    | Нокаут (удары)                             | Strikeforce: Diaz vs. Noons II                  | 9 октября 2010   | 1     | 1:48  | Сан-Хосе, США          |                                                                             |
| Победа    | 6-0    | Натан Кой       | Раздельное решение                         | Strikeforce Challengers: Lindland vs. Casey     | 21 мая 2010      | 3     | 5:00  | Портленд, США          |                                                                             |
| Победа    | 5-0    | Руди Бэрз       | Удушающий приём (треугольником через руку) | Strikeforce Challengers: Woodley vs. Bears      | 20 ноября 2009   | 1     | 2:52  | Канзас-Сити, США       |                                                                             |
| Победа    | 4-0    | Зак Лайт        | Болевой приём (рычаг локтя)                | Strikeforce Challengers: Kennedy vs. Cummings   | 25 сентября 2009 | 2     | 3:38  | Биксби, США            |                                                                             |
| Победа    | 3-0    | Сальвадор Вудс  | Удушающий приём (треугольником через руку) | Strikeforce: Lawler vs. Shields                 | 6 июня 2009      | 1     | 4:20  | Сент-Луис, США         |                                                                             |
| Победа    | 2-0    | Джефф Карстенс  | Удушающий приём (сзади)                    | Respect Is Earned: Brotherly Love Brawl         | 30 апреля 2009   | 1     | 0:48  | Окс, США               |                                                                             |
| Победа    | 1-0    | Стив Шнайдер    | Сдача (удары)                              | Headhunter Productions: The Patriot Act 1       | 7 февраля 2009   | 1     | 1:09  | Колумбия, США          |                                                                             |

## Профессиональный бокс
| Сводная информация по профессиональным рекордам |         |             |
| 2 боёв                                          | 0 побед | 2 поражений |
| По нокауту                                      | 0       | 1           |
| По решению                                      | 0       | 1           |

| Результат | Рекорд | Соперник  | Способ             | Раунд, время | Дата            | Место                                  | Примечание |
| --------- | ------ | --------- | ------------------ | ------------ | --------------- | -------------------------------------- | ---------- |
| Поражение | 0–2    | Джейк Пол | Нокаут             | 6 (8) 2:12   | 18 декабря 2021 | Амали-арена, Тампа, США                |            |
| Поражение | 0–1    | Джейк Пол | Раздельное решение | 8            | 29 августа 2021 | Рокет Мортгедж Филдхаус, Кливленд, США |            |

## Фильмография
| Год  |   | Русское название | Оригинальное название  | Роль    |
| ---- | - | ---------------- | ---------------------- | ------- |
| 2022 | ф | Кобра Кай        | Cobra Kai              | тренер  |
| 2014 | ф | Грубая сила      | Blunt Force            | скинхед |
| 2015 | ф | Голос улиц       | Straight Outta Compton | Ти-Боун |
| 2016 | ф | Кикбоксер        | Kickboxer              |         |
| 2018 | ф | План побега 2    | Escape Plan 2: Hades   | Акала   |